# Vladimír Jiránek

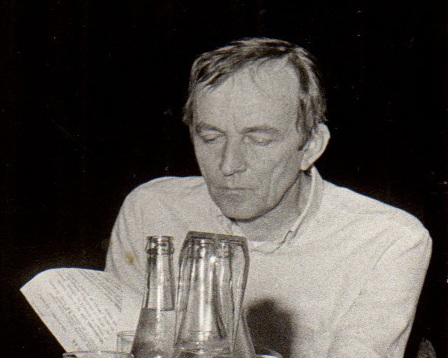
Vladimír Jiránek.

Vladimír Jiránek (* 6. Juni 1938 in Hradec Králové; † 6. November 2012 in Prag) war ein tschechischer Karikaturist, Illustrator und Autor von Trickfilmen. Als Filmautor wurde er berühmt mit den Trickfilmserien Pat und Mat (gemeinsam mit Lubomír Beneš) und Bob und Bobby - Kaninchen aus dem Zauberhut.

## Leben
Er besuchte das Gymnasium. Seit 1956 lebte er in Prag. Im Jahre 1962 absolvierte er an der Prager Philosophischen Fakultät der Karlsuniversität ein Journalistikstudium. Nach dem Abschluss begann er seine Karikaturen zu veröffentlichen. Besonders nach der Samtenen Revolution 1989 wurde er bekannt durch seine politischen Karikaturen. Mit seinem Kurzfilm Was haben wir den Hennen getan? trat er 1978 bei der Berlinale an.

## Ehrungen
- Nach ihm wurde der 1997 entdeckte Asteroid Jiránek benannt.
- Tschechische Verdienstmedaille - 2005.
- Der „Weiße Affe“ 2009–Auszeichnung der tschechischen Karikaturistenvereinigung.

## Filmografie
- Automatic. 1973.
- Pivo přes ulici. 1974.
- Dobré jitro, Výlet, ŠŠŠ. 1975.
- Děkujeme pánové. 1976.
- Co jsme udělali slepicím. 1977.
- Hokej je hra. 1978.
- Zpráva o stavu civilizace. 1981.
- Srdečný pozdrav ze zeměkoule. 1981.
- Zpráva o medvědech. 1983.
- Olympijský oheň. 1984.
- Jam-session. 1985.
- Computerland. 1987.
- Bob a Bobek - králíci z klobouku.
- Pat a Mat. Fernsehserie, 1976–1990.

## Bücher
- Anekdoty o civilizaci. Lidové nakladatelství, 1977.
- Jak je tomu u lidí. Práce, 1983.